# Tiempo de héroes
El Tiempo de los Héroes (en ruso: Время героев) es un programa de personal para el entrenamiento especial, la preparación del personal para el servicio civil y la "formación de una nueva élite" de la Federación Rusa entre los veteranos rusos y los participantes de la invasión rusa de Ucrania. Fue lanzado el 1 de marzo de 2024.

## Historia
El programa se lanzó el 1 de marzo de 2024. Se implementa sobre la base del taller de gestión Senezh de la Escuela Superior de Administración Pública de la Academia Presidencial Rusa de Economía Nacional y Administración Pública. Para estudiar bajo el programa, es necesario cumplir con una serie de condiciones. Entre ellos: la ciudadanía rusa; enseñanza superior; experiencia en gestión de personal; Carecer de antecedentes penales. El programa en sí es similar a otros proyectos en el campo de la formación en administración pública, como "Líderes de Rusia" y "Escuela de Gobernadores". 
Según los organizadores, tras la apertura del plazo de postulaciones, se recibieron más de seis mil postulaciones en las primeras tres horas, se aceptaron un total de 44.327 postulaciones. Para el 16 de mayo, se habían seleccionado 83 participantes en el programa, incluidas cuatro mujeres, 53 oficiales superiores, 24 subalternos y dos oficiales superiores, así como tres soldados. De ellos, 20 son Héroes de la Federación Rusa.
El 27 de mayo de 2024 comenzó la capacitación de los primeros participantes del programa. El 2 de junio, los participantes del programa partieron hacia el Polo Norte a bordo del rompehielos 50 Years of Victory, donde continuaron su entrenamiento.
El 14 de junio, el presidente ruso, Vladímir Putin, se reunió con los participantes del programa. Según el presidente ruso, los participantes del programa pueden decidir por sí mismos dónde continuarán sus carreras: en el ejército o en la administración pública.
El 26 de agosto de 2024, el presidente de la cámara baja del parlamento ruso, Viacheslav Volodin, firmó una orden para que los participantes del programa "Tiempo de Héroes" realicen una pasantía en la Duma Estatal. De acuerdo con el documento, esta pasantía forma parte del propio programa y se realiza para desarrollar los conocimientos y habilidades necesarios en el ámbito de la administración pública. Los representantes de Rusia Unida, el Partido Liberal-Demócrata de Rusia, el Partido Comunista de la Federación de Rusia y Rusia Justa expresaron su disposición a comenzar a trabajar con los participantes del Tiempo de los Héroes. El primer vicepresidente, Alexander Zhukov, se convirtió en mentor del diputado del Consejo Popular de la República Popular de Lugansk, Yan Leshchenko; la vicepresidenta Irina Yarovaya, en nombre de la médica Alexandra Rodiónova; el jefe del Comité de Ecología, Recursos Naturales y Protección del Medio Ambiente, Dmitri Kobylkin, por el vicepresidente de la Asamblea Legislativa del krai de Transbaikalia, Alexander Sapozhnikov.
Según el jefe del programa de personal, Serguéi Kiriyenko, la segunda línea de formación en el marco del Tiempo de los Héroes durará del 15 de noviembre de 2024 al 15 de enero de 2025. Los candidatos incluyen participantes que se distinguieron durante operaciones militares, pero que en el momento de la apertura de la primera corriente del programa carecían de las calificaciones y conocimientos. A principios de febrero de 2025, Sergei Kiriyenko anunció que entre los solicitantes que solicitaron participar en la segunda ola del programa "Tiempo de los Héroes", la proporción de Héroes de Rusia aumentó en un 53% en comparación con la primera ola, y la proporción de titulares de cuatro Órdenes del Coraje aumentó 18 veces, tres, nueve veces, Dos órdenes, por 47 veces. El número total de solicitudes de participación en el proyecto fue de 65.500.

## Análogos regionales del programa
A finales de noviembre de 2024, se instruyó a los vicegobernadores de política interior para que crearan análogos del programa "Tiempo de Héroes" en sus regiones. La publicación Vedomosti señaló que proyectos similares ya han comenzado a aparecer a nivel local, por ejemplo, la "Escuela de los Héroes" en el Óblast de Samara. El lanzamiento de un programa similar a "El tiempo de los héroes" fue anunciado previamente por el gobernador interino del Óblast de Tambov, Yevgueni Pervyshov. Más tarde, el presidente ruso, Vladímir Putin, habló de la necesidad de ampliar el proyecto a las regiones y poner en marcha programas similares a los que ya se habían implementado en las provincias de Bélgorod, Vorónezh, Riazán, Samara, Tula, el krai de Stávropol y el Distrito autónomo de Janti-Mansi. También llamó la atención sobre la práctica de la selección amplia y transparente, afirmando que cualquier persona, desde un soldado raso hasta un comandante, puede solicitar participar en el "Tiempo de los Héroes".
En diciembre de 2024, el gobernador del óblast de Cheliábinsk, Alekséi Teksler, anunció que se lanzaría en la región un análogo del "Tiempo de los Héroes". Más tarde, invitó al Héroe de Rusia Albert Zainullin a participar en el programa educativo "Héroes de los Urales del Sur".
A finales de enero de 2025, el jefe en funciones del óblast autónomo Hebreo anunció el lanzamiento de una plataforma análoga a la "Tiempo de los Héroes" en la región: "Valor de Khingan". Anteriormente, el jefe de Kabardia-Balkaria, Kazbek Kokov, anunció el lanzamiento de un análogo y la continuación del programa "Tiempo de los Héroes" en la república "Héroes de la República Kabardino-Balkariana".
En febrero de 2025, comenzó la creación de un análogo regional en el óblast de Kírov, el krai de Altái y la República de Bashkortostán. El 7 de febrero de 2025, un análogo del "Tiempo de los Héroes" "Héroes de TU Tiempo. Smolensk" fue lanzado en el óblast de Smolensk.